# Коцюбинский, Даниил Александрович
Даниил Александрович Коцюбинский (род. 19 января 1965, Ленинград) — российский журналист и историк.

## Биография
Отец — Александр Петрович Коцюбинский — психиатр, доктор медицинских наук, профессор.
Дед — Хаим Иосифович Гарбер — философ, профессор философии Индустриального института, старший учёный специалист института философии АН СССР; репрессирован и погиб в Сандармохе.
В 1983—1985 годах служил в мотострелковых подразделениях в Группе советских войск в Германии. Окончил исторический факультет Ленинградского государственного педагогического института им. А. И. Герцена (1989) по специализации «история».

### Журналистская работа
Работа в печатных СМИ:
- 1990—1993 — редактор отдела истории газеты «Смена»;
- 1993—1999 — политический обозреватель еженедельника «Час пик» (с 1997 — «Петербургский Час пик»);
- 1998—2000 — соредактор газеты «КомарЪ»;
- 1999—2000 — политический обозреватель еженедельника «Дело»;
- 2000—2003 — политический обозреватель журнала «Эксперт — Северо-Запад»;
- 2003—2004 — редактор газеты «Петербургская линия»;
- 2004 — 31 декабря 2008 — заместитель главного редактора еженедельника «Дело», руководил отделом оперативной информации.

Автор нескольких радиоспектаклей, посвящённых истории России начала XX века.
В 2000—2003 годах — автор и ведущий общественно-политических программ на телеканале «Петербург»: цикла «История одного города» (2000—2001), программ «Право вето» (2002), «Вечер трудного дня» и «Информ-ТВ. Постфактум» (2003).
Лауреат премии «Золотое перо» Санкт-Петербургского союза журналистов — Гран-при 2000 года (журналист года).
Член правления Союза журналистов Санкт-Петербурга и Ленинградской области. В марте 2010 года заявил о выходе из состава Союза журналистов Санкт-Петербурга и Ленинградской области, мотивировав этот шаг тем, что не считает «возможным находиться в составе организации, возглавляемой человеком <А. Д. Константиновым>, позволяющим себе публичную ложь и недостойный стиль общения».

### Научная и преподавательская работа
Кандидат исторических наук (1998, тема диссертации: «Всероссийский национальный союз: Формирование организационно-идейных основ, 1907—1917 гг.»). Автор более 100 научных работ, в том числе монографий «Русский национализм в начале XX века», «Глобальный сепаратизм — главный сюжет XXI века», «Распутин: Жизнь. Смерть. Тайна» (совместно с А. П. Коцюбинским), «„Новый тоталитаризм“ XXI века. Уйдёт ли мода на безопасность и запреты, вернётся ли мода на свободу и право?».
В 1992—1998 годах — ассистент кафедры русской истории Российского государственного педагогического университета им. А. И. Герцена.
В 2009—2023 годах — старший преподаватель кафедры проблем междисциплинарного синтеза в области социальных и гуманитарных наук Смольного института свободных искусств и наук (Факультет свободных искусств и наук СПбГУ).
В настоящее время — эксперт Международного центра социально-экономических исследований «Леонтьевский центр».

### Общественная и политическая деятельность
С марта 2005 по апрель 2008 года — исполнительный директор Ассоциации предпринимателей малого и среднего бизнеса Санкт-Петербурга.
Участник Маршей несогласных в Санкт-Петербурге; 25 ноября 2007 года был среди задержанных милицией.
В июне 2011 года выступил с инициативой празднования в 2011 году 400-летия Санкт-Петербурга, считая временем его основания 1611 год, когда в устье Охты была основана шведская крепость Ниеншанц. Вошёл в состав инициативной группы, обратившейся к общественности с предложением предпринять в этой связи ряд конкретных историко-мемориальных шагов.
В 2018 году стал одним из соучредителей и организаторов «Комитета 8 сентября» — организации, которую создали ряд историков и журналистов, не согласных с официальным форматом празднования окончания блокады Ленинграда, считающих, что этот день должен стать днём памяти и скорби, «глубоко пацифистским и антитоталитарным».
В сентябре 2020 года подписал письмо в поддержку протестных акций в Белоруссии.
Называл себя либералом.

#### Членство в партии «Яблоко»
В 2007—2008 годах — член Российской объединённой демократической партии «Яблоко», член бюро Санкт-Петербургского регионального отделения. На выборах в Государственную думу РФ в декабре 2007 года входил в список кандидатов (№ 2 регионального списка, Санкт-Петербург).
16 марта 2008 года опубликовал «Открытое письмо к членам РОДП „Яблоко“ в связи с „секретными“ переговорами Г. А. Явлинского с В. В. Путиным» «Нужен ли нам такой председатель?», в котором он заявил:

…предлагаю всем товарищам по РОДП «Яблоко» потребовать от Г. А. Явлинского либо немедленно выйти из процесса тайных переговоров с Кремлём и подробно рассказать товарищам по партии о содержании встречи 12 марта, либо покинуть пост председателя РОДП «Яблоко». В противном случае лично я не вижу другого выхода для всех честных, европейски мыслящих яблочников, кроме как выйти из партии в знак протеста против абсолютно недопустимого поведения её лидера, безвозвратно губящего репутацию не только свою, но партии в целом.

31 марта, после заявления пресс-секретаря «Яблока» о возможности исключения из партии Максима Резника, Коцюбинский объявил о выходе из «Яблока».

## Книги
- Коцюбинский Д. А.. Русский национализм в начале XX столетия. — М.: РОССПЭН, 2001. — 528 с. — тираж 2000 экз. — ISBN 5-8243-0207-3
- Петербург без России: Pro Et Contra / Сост. Д. А. Коцюбинский. — СПб.: «Янус», 2004. — 342 с. — тираж 1000 экз. — ISBN 5-9276-0047-6
- Коцюбинский А. П., Коцюбинский Д. А.. Григорий Распутин: тайный и явный[18]. — СПб.: «Лимбус-пресс», 2003. — 480 с. — тираж 5000 экз. — ISBN 5-8370-0051-8
- От Распутина до Путина. 50 петербуржцев XX столетия / Сборник очерков. — СПб.: «Лидер» («Дело»), 2003. — 528 с. — тираж 5000 экз. — ISBN 5-9900079-1-4 (один из авторов)
- Философия и социально-политические ценности консерватизма в общественном сознании России (от истоков к современности). Сборник статей. Выпуск 1 / Под ред. Ю. Н. Солонина. — СПб.: Издательство Санкт-Петербургского государственного университета, 2004. — 323 с. — ISBN 5-93597-052-X:
- Коцюбинский Д. А.. Консерватизм в контексте политической истории Нового времени (к проблеме использования понятия) (С. 70—79)
  - Коцюбинский Д. А.. Утопия русского консерватизма: на примере партии «Всероссийский национальный союз» (1908—1917) (С. 79—105)
- Коцюбинский Д. А.. Новейшая история одного города: Очерки политической истории Санкт-Петербурга: 1989—2000 гг.[19] — СПб.: «Лимбус Пресс», 2004. — 200 с. — тираж 5000 экз. — ISBN 5-8370-0092-5
- Коцюбинский Д. А.. Давно пора! Несколько вольных этюдов о городе и мире. — СПб.: «Вольная Петербургская типография», 2007. — 504 с. — тираж 1000 экз. — ISBN 5-88203-021-8
- Коцюбинский Д. А.. Московские петербуржцы: в плену имперского синдрома[20]. — СПб.: «Вольная Петербургская типография», 2008. — 231 с. — тираж 500 экз. — ISBN 5-88203-021-8
- Дневник Распутина / предисл., комм. Коцюбинского Д. А. — М.: ОЛМА Медиа Групп, 2008. — 415 c. — тираж 4000 экз. — ISBN 978-5-373-02151-7
- Татьяна Матвеева, Даниил Коцюбинский. 69. Сборник стихов. — СПб.: «Вольная Петербургская типография», 2009. — 148 с. — ISBN 5-88203-021-8
- Коцюбинский Д. А.. Глобальный сепаратизм — главный сюжет XXI века. — М.: Фонд «Либеральная Миссия», 2013. — 132 с. — тираж 800 экз. — ISBN 978-5-903135-36-3
- Коцюбинский Д. [А.]. Санкт-Петербург давно смешон… Стихи для людей. — СПб.: «Алетейя», 2016. — 130 с. — ISBN 978-5-906823-72-4
- Коцюбинский Д. А. «Новый тоталитаризм» XXI века. Уйдёт ли мода на безопасность и запреты, вернётся ли мода на свободу и право? — СПб: ООО «Страта». 2022. 276 с.
- «Дневник Распутина» / Сост. и авторы предисловия: Д. А. Коцюбинский, И. В. Лукоянов. Автор послесловия: С. Л. Фирсов. — СПб: «Алетейя», 2022. 488 с.

### Биография
- Коцюбинский Даниил Александрович. Дата обращения: 14 января 2013. // электронный журнал «Прессинг»
- Коцюбинский Даниил Александрович. Дата обращения: 14 января 2013. Архивировано из оригинала 9 июня 2012 года. // Лениздат.ру

### Блоги
- Блог Даниила Коцюбинского на сайте радиостанции «Эхо Москвы»
- Блог Даниила Коцюбинского на Лениздат.ру в архиве интернета
- Материалы Даниила Коцюбинского на сайте Фонтанка.ру